# 한 판 메이헤런

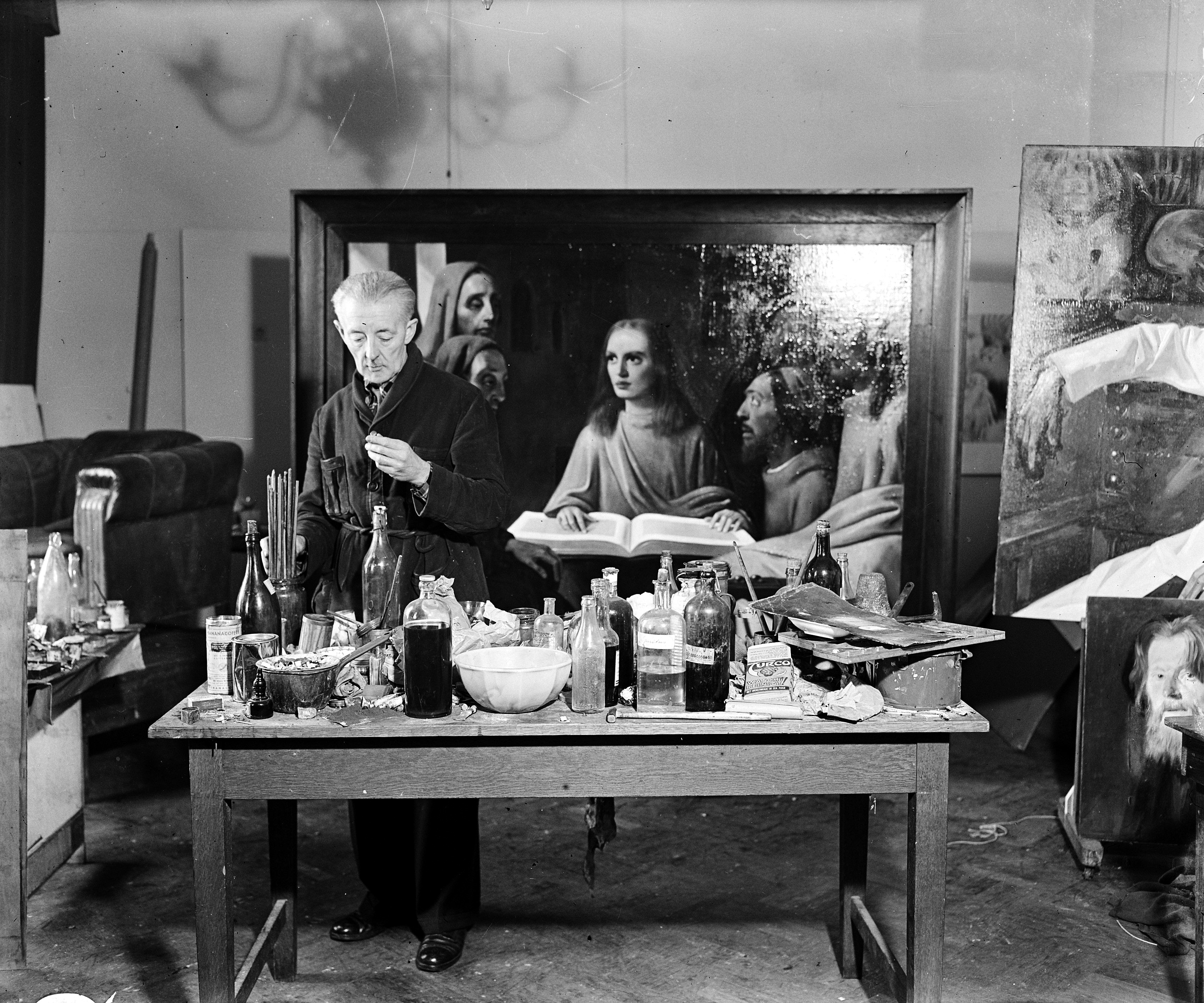
한 판 메이헤런 (1945)

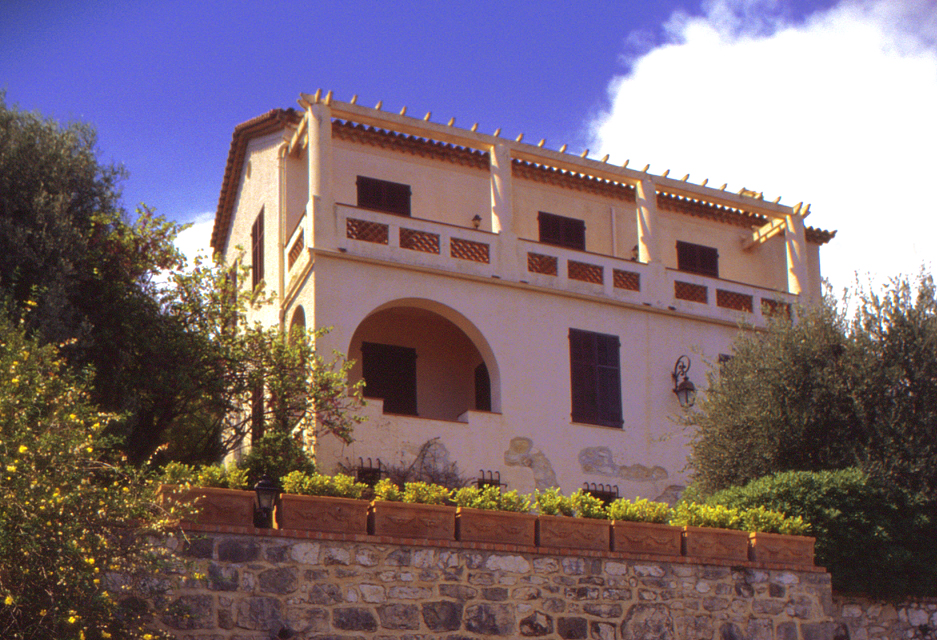
판 메이헤런이 1932년부터 1938년까지 머물렀던 집.

한 판 메이헤런, 또는 반 메헤렌(네덜란드어: Han van Meegeren, 1889년 12월 10일 - 1947년 12월 30일)은 네덜란드의 화가이자 위조범이다. 본명은 헨리퀴스 안토니위스 판 메이헤런(Henricus Antonius van Meegeren)이다. 그의 일생은 위대한 네덜란드 화가였던 요하네스 페르메이르와 깊은 연관이 있다.

## 조작
제2차 세계 대전 끝무렵에, 연합군은 오스트리아의 암염갱(岩鹽坑)에 나치 고위관계자가 점령지에서 약탈한 예술 작품을 숨겨놓은 것을 발견했다. 이 중에는 헤르만 괴링의 수집품이 있었는데, 예술 전문가들도 처음 보는 페르메이르의 그림이 있었다. 조사 결과 이 작품은 암스테르담에서 나이트클럽을 경영하는 한 판 메이헤런이라는 네덜란드 사람에게서 나온 것이었다. 판 메이헤런은 1945년 5월 나치에 협력한 죄로 체포되었다. 이것은 매우 곤란한 상황이었는데, 네덜란드의 국보급 미술품을 나치에 팔아넘긴 혐의로 반역죄로 기소된다면 사형에 처해질 수도 있었기 때문이었다. 결국 며칠 동안의 강도높은 심문이 있은 후, 그는 믿기 어려운 사실을 실토했다. 페르메이르의 그림은 사실 자신이 가짜로 만든 그림이라는 것이었다.
판 메이헤런이 위작을 만들게 된 동기도 흥미로운데, 그는 돈 때문에 가짜를 만든 것이 아니었고, 적어도 처음에는 아니라고 주장했다. 네덜란드 데번터르에서 태어난 판 메이헤런은 처음에는 델프트 공과대학교에서 건축을 전공했으나, 곧 미술을 배웠고 네덜란드의 고전 화가들에게 강한 흥미를 느꼈다. 아버지는 그가 화가가 되는 것을 심하게 반대하였으나, 판 메이헤런의 열정을 꺾을 수는 없었다. 하지만 그가 고전 화가들의 방식으로 그린 그림들은 비평가들에게 좋은 평가를 받지 못했다.
결국 판 메이헤런은 예술 비평가들을 몹시 경멸하게 되었으며 그들을 골탕먹이기 위해서 요하네스 페르메이르의 위작을 만들기로 결심했다. 비평가들이 위작인지도 모르고 아름다운 그림이라고 찬사를 늘어놓으면, 나중에 그것이 위작이었음을 밝혀서 비평가들이 사실은 예술을 보는 안목이 부족하다는 사실을 만천하에 공개하여 망신을 주려는 생각이었다. 특히, 그가 삼은 목표는 페르메이르 전문가였던 아브라함 브레디위스 박사였는데, 그는 판 메이헤런이 특별히 싫어하는 사람이었다.
판 메이헤런은 꼼꼼하게 그의 계획을 진행시켰다. 페르메이르의 스타일과 기술을 그대로 따라하는 것 뿐 아니라, 그림이 오래된 것처럼 보이도록 해야 했다. 판 메이헤런은 17세기에 만들어진 캔버스를 구해서, 고전 화가들이 하는 방식 그대로 스케치를 하고 페르메이르가 사용했다는 붓과 같은 것을 사용하여 색을 칠했다. 페놀과 포름알데히드를 이용하여 300년이 지난 것처럼 보이도록 그림의 색을 희미하게 만들었다. 그 다음에는 불에 구워서 바싹 말리고 북을 그 위에다 대고 굴려서 그림에 균열이 약간 생기게 한 다음에, 갈라진 틈에다가는 검은 잉크를 채워 넣었다.
판 메이헤런이 이런 방식을 완전히 익히는데는 4년이 걸렸으며, 그는 자신이 만든 《엠마우스에서의 만찬 (The Supper at Emmaus)》이 꽤 잘 만들어진 위작이며, 그 자체로도 예술적인 가치가 있다고 생각했다. 판 메이헤런은 이 그림을 브레디위스 박사에게 보였으며, 예상대로 그는 이 작품이 페르메이르의 진품이라고 감정했다. 네덜란드 예술 협회도 마찬가지로 속아 넘어갔으며, 오늘날 수백만 달러에 해당하는 돈을 지불하고 그 그림을 사들였다. 판 메이헤런의 원래 목적은 예술 비평가들을 골탕먹이는 것이었지만, 짭잘한 수익을 거두게 되자 돈벌이로 위작을 만들게 되었다.
1938년부터 1945년까지 여섯개의 페르메이르 위작을 더 만들었으며, 프란스 할스와 피터르 더 호흐의 위작도 만들었다. 특히 당시는 제2차 세계 대전과 이후 나치 점령으로 인해서 사회가 어수선했기 때문에, 아무도 판 메이헤런이 만들어내는 많은 가짜 그림에 의심을 하지 않았다. 나치 점령기에도 미술품 거래는 이루어졌다. 1942년에 그린 판 메이헤런의 위작은 160만 휠던에 팔렸는데, 이것은 역사상 가장 비싼 그림 가격이었다. 판 메이헤런이 그린 가짜 페르메이르 그림은 《간음한 여인과 그리스도(Christ with the Adultress)》였는데 여러 사람의 손을 거쳐 헤르만 괴링의 손에까지 들어가게 되었다. 이 그림이 훗날 연합군에 의해 발견되고, 이 그림 때문에 판 메이헤런이 체포된 것이다. 한편, 괴링이 지불한 금액은 모두 위조지폐였다고 한다.

## 조작 증명과 재판
판 메이헤런이 그 그림은 진짜 페르메이르 그림이 아니라 자신이 만든 가짜라고 하자, 아무도 그의 말을 믿지 않았다. 결국 경찰은 판 메이헤런이 직접 위작을 만들어 보여야 그의 주장을 믿을 수 있다고 했고, 판 메이헤런은 이에 선뜻 응했다. 판 메이헤런은 3개월간 가택 연금을 당했으며 그 기간 동안 경찰의 감시하에 직접 《신전에서 설교하는 젊은 예수(Young Jesus preaching in the Temple)》이라는 마지막 위작을 만들었다. 이 사건은 전 세계 언론 매체의 지대한 관심을 끌었다. 당시 여론조사에 따르면 판 메이허런은 네덜란드의 수상에 이어서 두 번째로 유명한 네덜란드 사람이었다.
재판은 1947년 8월 29일에 열렸다. 당시 판 메이허런은 58세였으며 건강이 매우 안 좋았다. 그는 사람들이 자신에 대해 관심을 가지는 것을 매우 즐거워했으며, 자신이 위조범으로 유죄 판결을 받기를 기대하고 있었다. 예술 전문가들은 자신들의 무지함을 적나라하게 드러낼 것을 우려하여 그가 위작으로 만든 그림을 심사하고 싶어하지 않았으나, 위작 여부를 조사하기 위한 위원회가 꾸려졌다. 조사 결과, 페르메이르가 살던 17세기에는 쓰이지 않았던 코발트블루가 위작에서 발견되었고, 이것으로 판 메이헤런의 그림은 모두 위작임이 증명되었다. 판 메이헤런은 나치에게 국보급 미술품을 팔아넘긴 매국노가 아니라, 나치까지 속여넘긴 사기꾼이 된 셈이었다. 그는 미술품 위조 혐의로 2년형을 선고받았으나, 건강상태가 안 좋아서 감옥 대신 요양원으로 보내졌고 1947년 12월 29일에 사망했다.